# تلاوی
تلاوی (به گرجی: თელავი) یکی از شهرهای مهم گرجستان و مرکز استان کاختی در شرق این کشور است.
جمعیت این شهر در سال ۲۰۰۲ برابر با ۲۱٬۸۰۰ نفر بوده است. ارتفاع این شهر از سطح دریا ۴۹۰ متر است.
با ویرانی گرِمی پایتخت پادشاهی کاختی توسط شاه عباس یکم در سال ۱۶۱۶ میلادی، پادشاهان کاختی، تلاوی را به عنوان پایتخت انتخاب کردند.

## نگارخانه

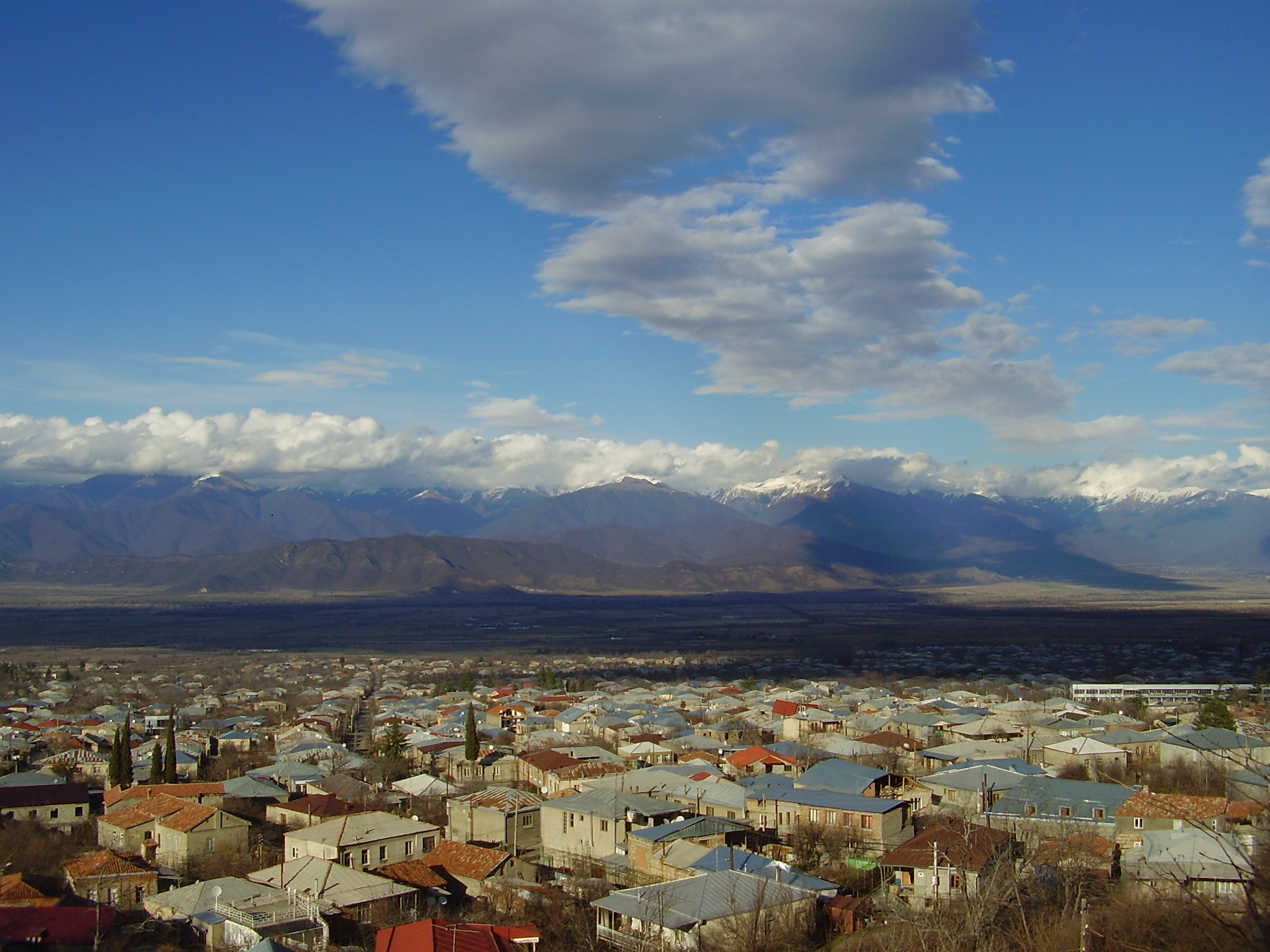
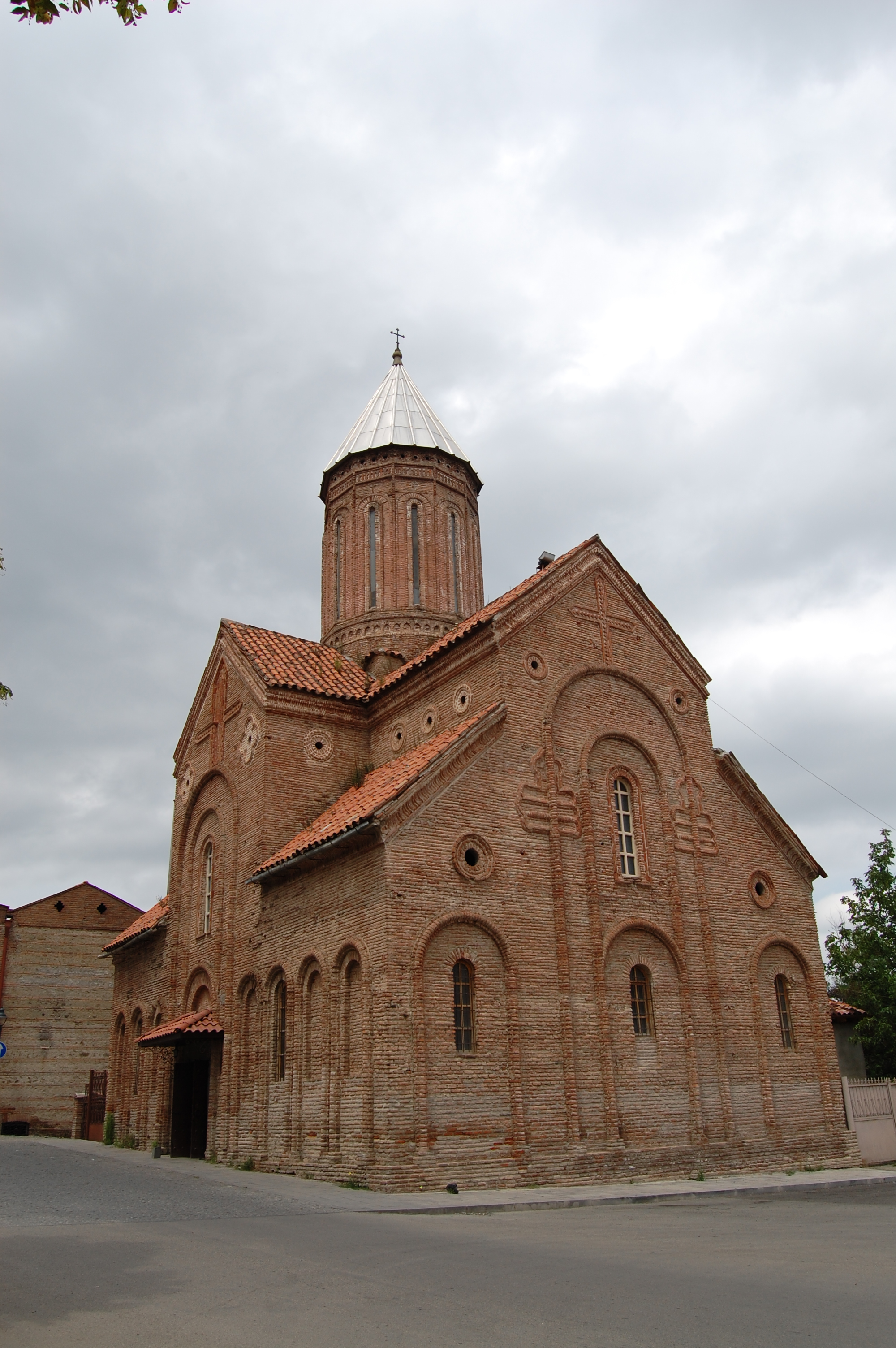
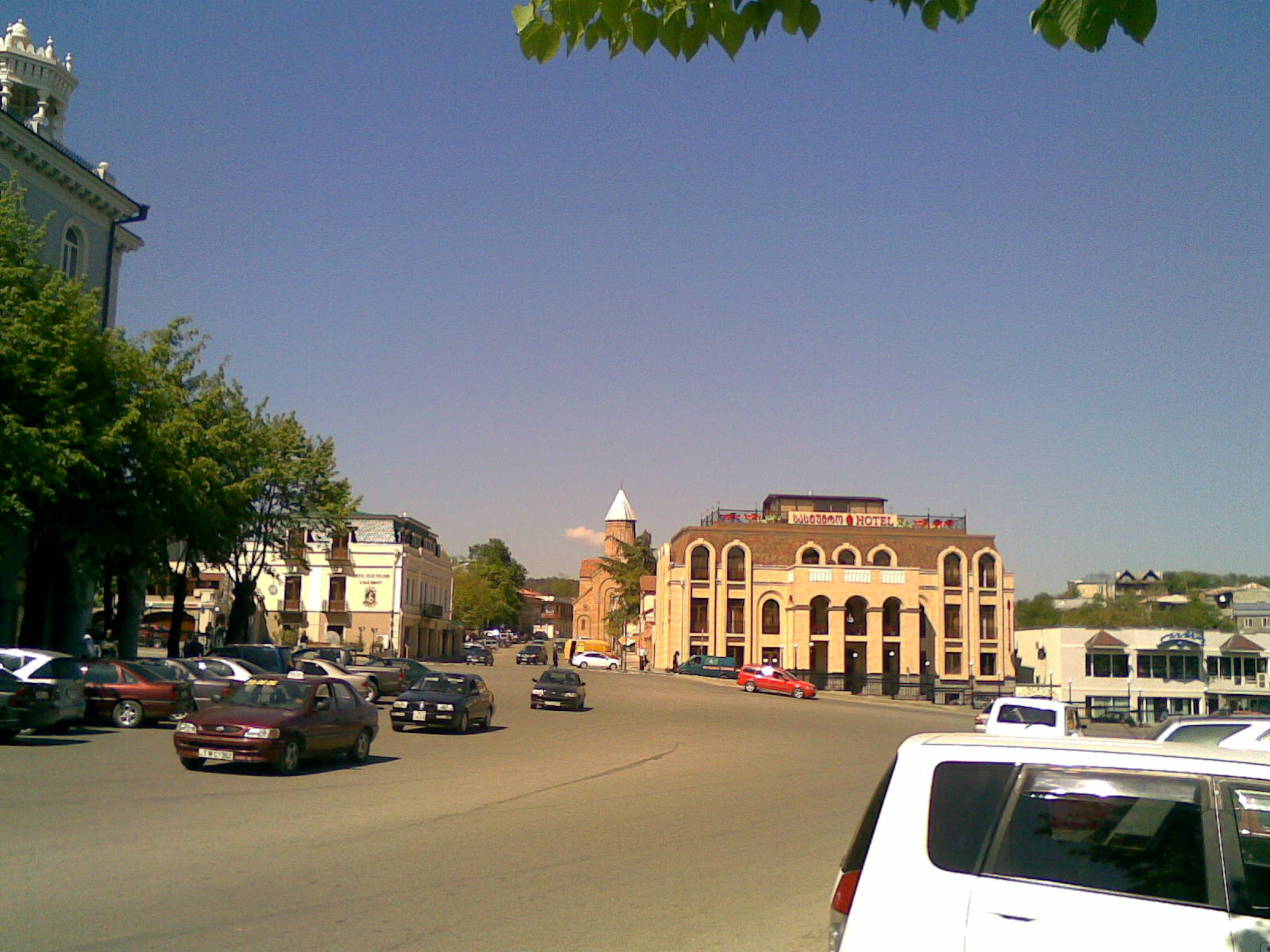
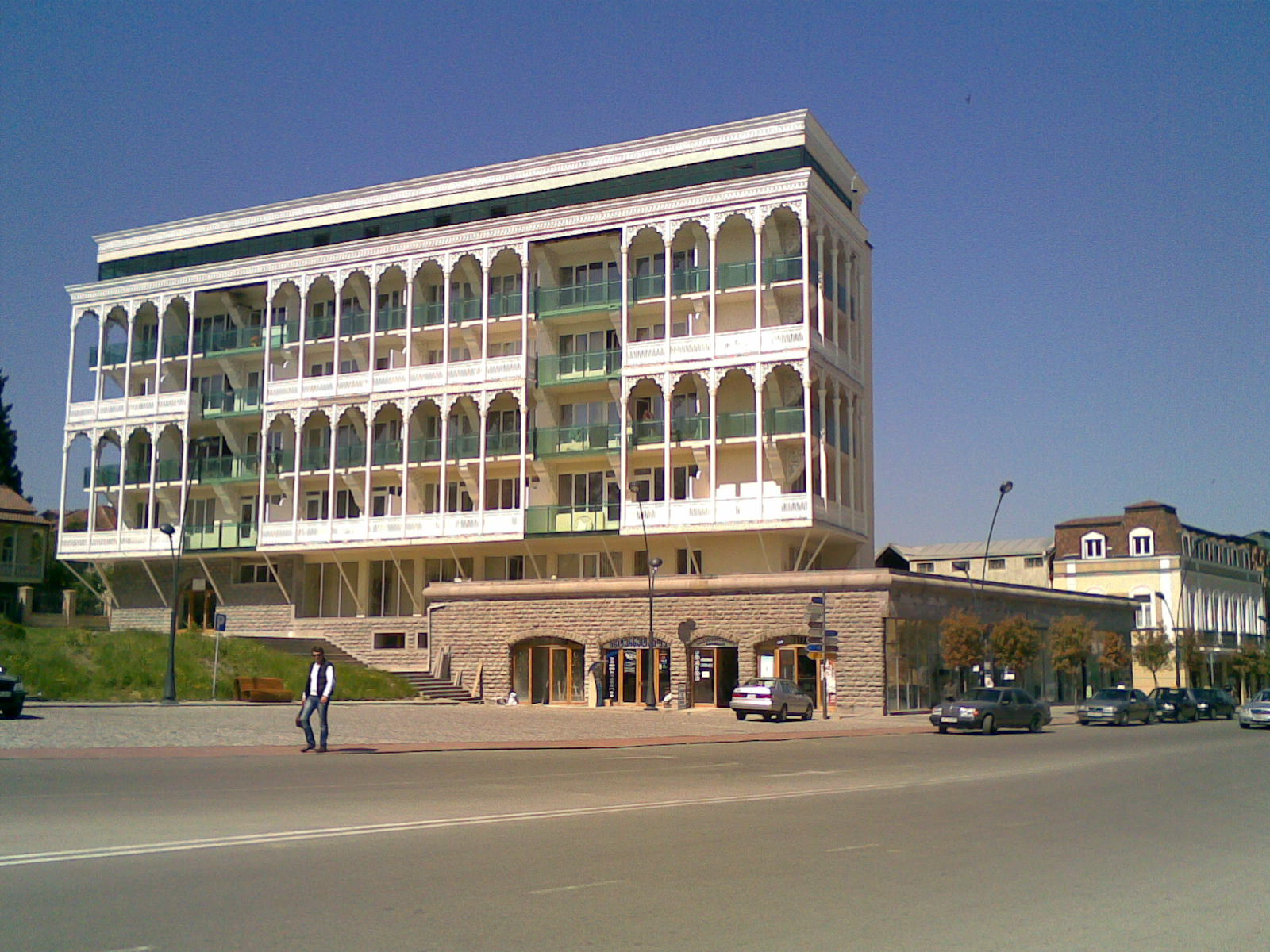
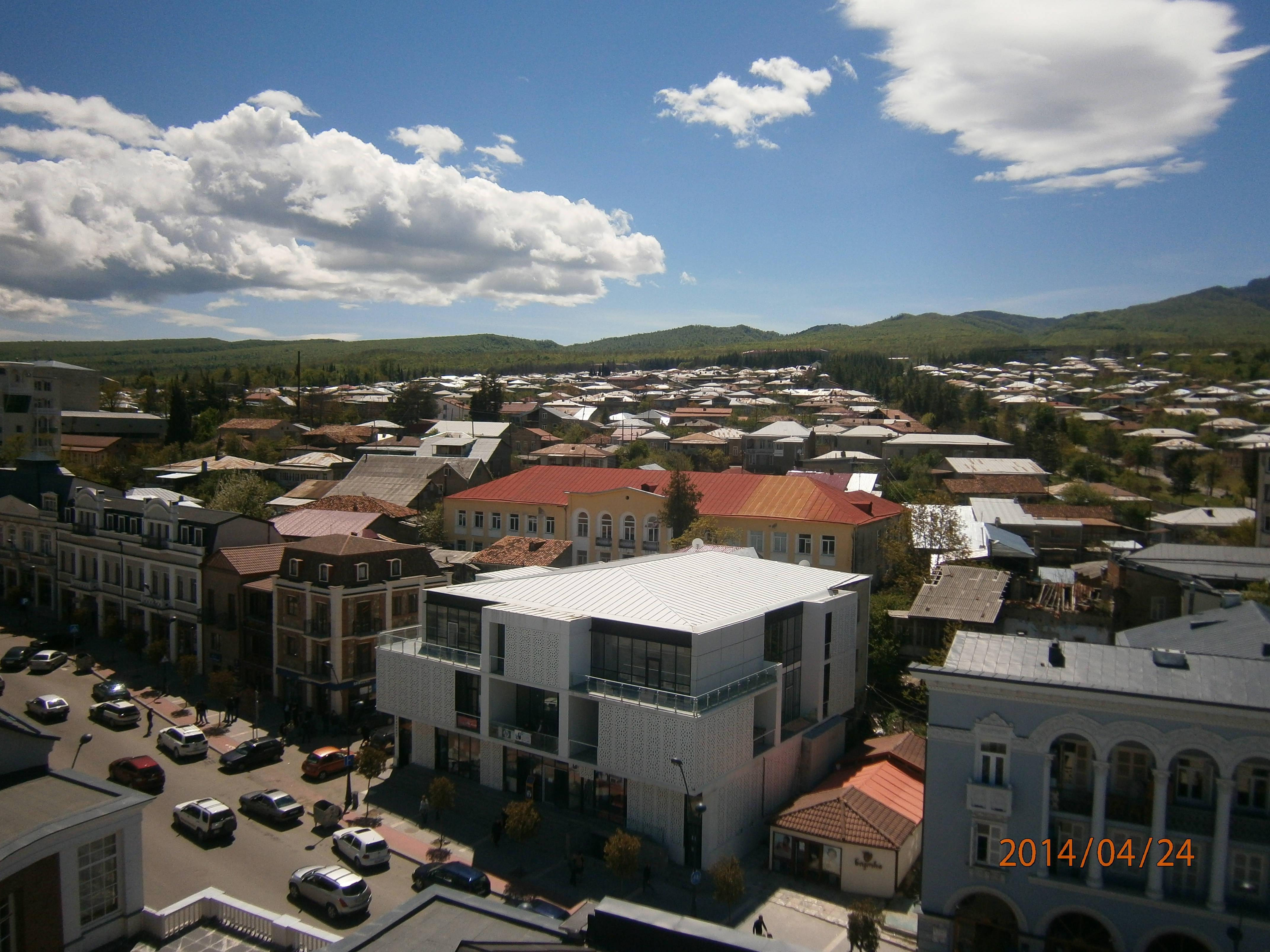
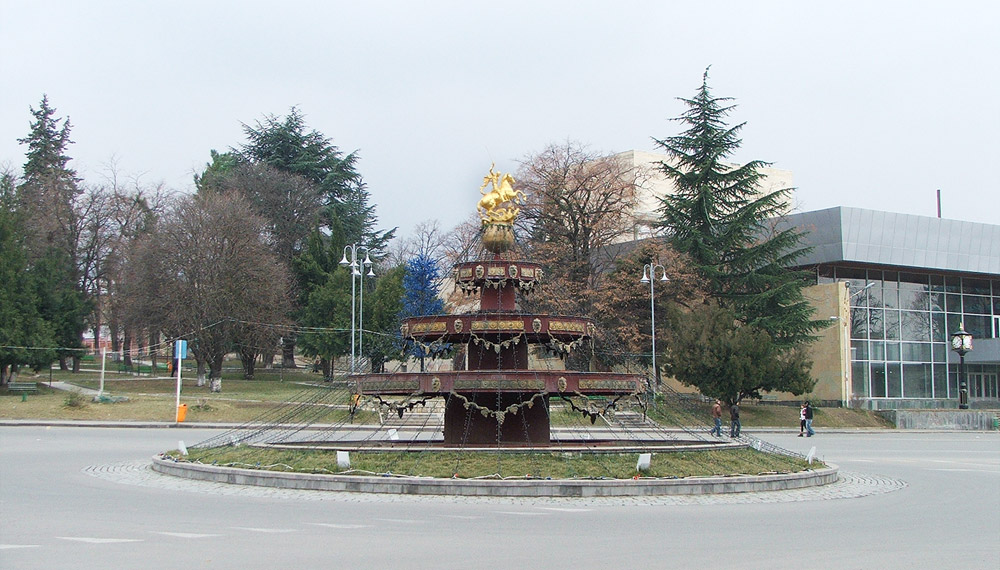
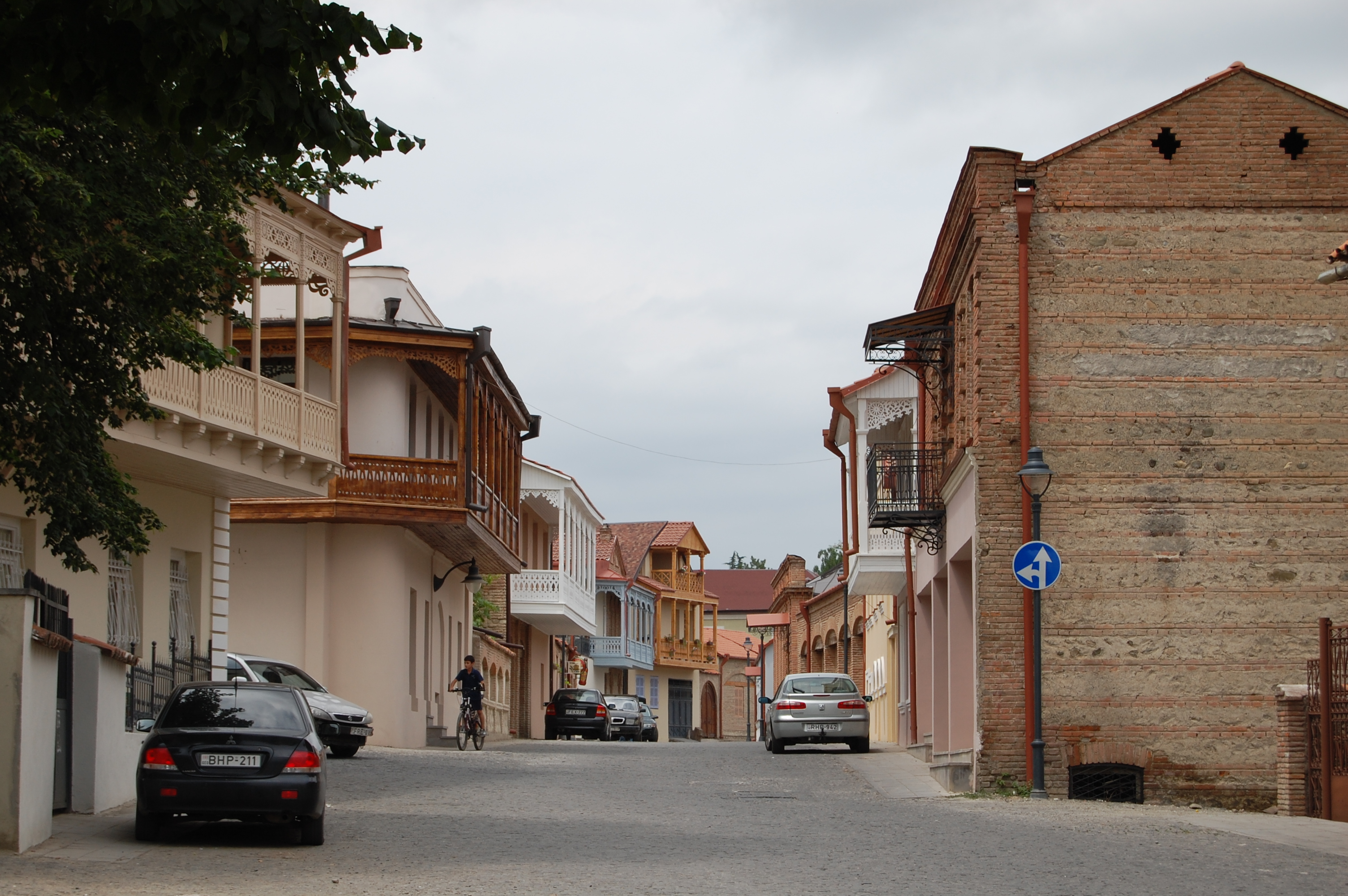
محلهٔ قدیمی بازسازی شدهٔ تلاوی
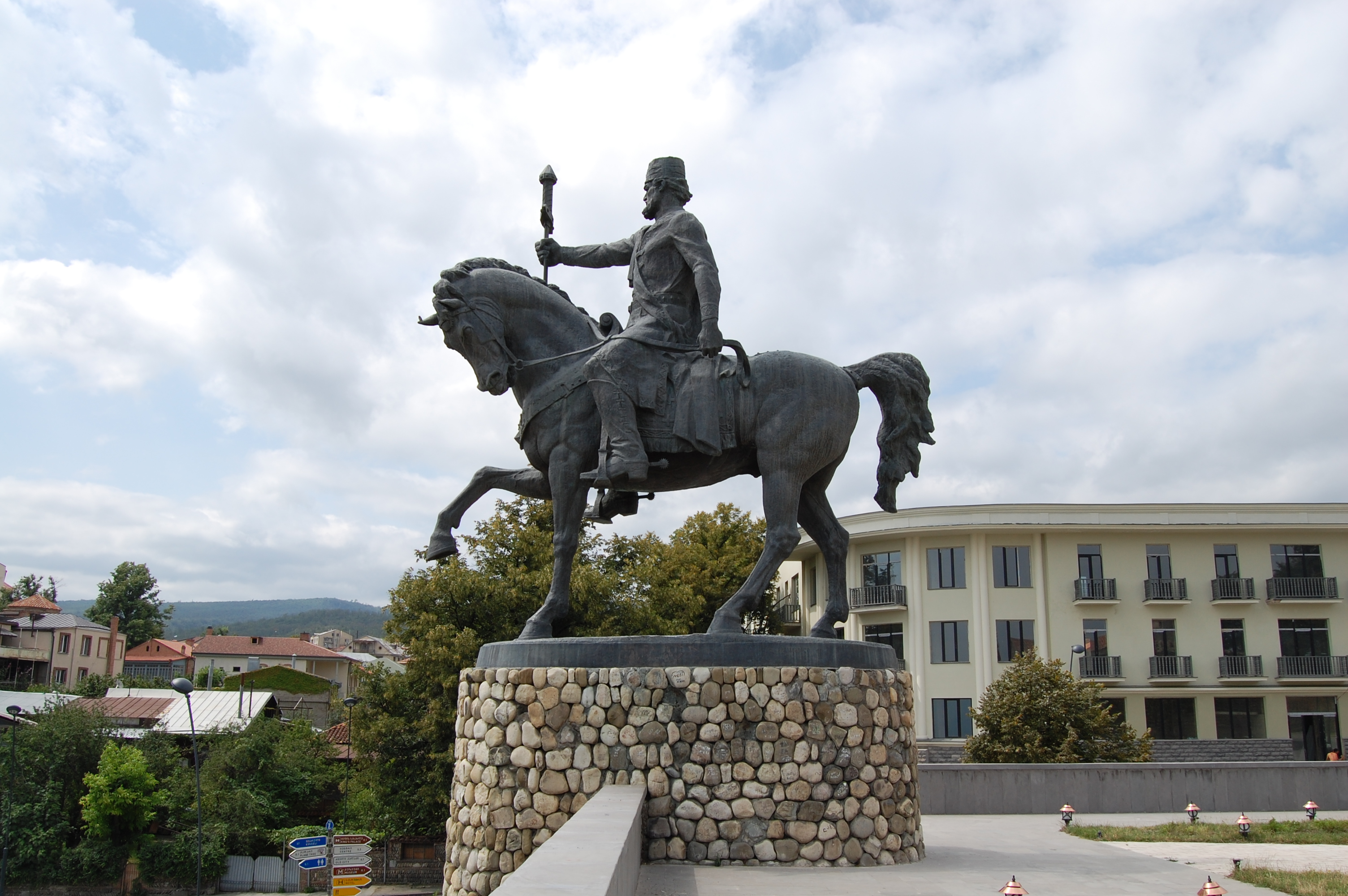
تندیس ایراکلی دوم پادشاه کاختی